# وانادینیت
وانادینیت  (به انگلیسی: Vanadinite) با فرمول شیمیایی Pb5[Cl - (VO4)3] از مجموعه کانی هاست و کانیهای شبیه آن میمتیت است - دارای شکستگی ناصاف است. از نام وانادیوم که در آن وجوددارد گرفته شده‌است. حل شونده در HNO3 , HCl PbO:۷۸٫۳۵٪  V2O۵:۱۹٫۱۶٪  Cl:۲٫۴۹٪  برای اولین بار در مراکش کشف شد و از نظر شکل بلور: منشوری - پیرامیدال، رنگ: زرد - قهوه‌ای - نارنجی - قرمز، شفافیت: نیمه شفاف، شکستگی: ناصاف، جلا: الماسی، رخ: ندارد، سیستم تبلور: هگزاگونال و در رده‌بندی وانادات است  و منشأ تشکیل آن ثانوی است.
همایند کانی‌شناسی (پارانژ) آن میمتیت- ولفنیت- پیرومورفیت- میمتیت است
، از نظر ژیزمان بلور- اگرگات الیافی تقریباْ کمیاب است و بیشتر در اطریش، بریتانیا، مراکش، زامبیا، مکزیک و آمریکا یافت می‌شود. تصویر بلورهای کبود رنگ وانادینیت بر روی یک سنگ دولومیتی دگرسان شده را نشان می‌دهد

## منبع
- پردیس کشاورزی ایران